# Spoorlijn Egersund - Flekkefjord
De spoorlijn Egersund - Flekkefjord ook wel Flekkefjordbanen genoemd is een Noorse spoorlijn tussen de stad Egersund gelegen in de provincie Rogaland en de stad Flekkefjord gelegen in de provincie Agder. Tussen Egersund en Sira maakte de lijn gebruik van hetzelfde tracé als Sørlandsbanen. De lijn is in 1991 vanaf Sira buiten gebruik genomen.

## Geschiedenis
Het traject werd door de Norges Statsbaner (NSB) als smalspoorlijn op 1 oktober 1904 geopend. Tussen 1941 en 1944 werd het traject omgespoord tot normaalspoor door toevoegen van een derde rail. In 1944 werd het smalspoor opgebroken en kon uitsluitend normaalspoor treinen gebruikt worden. Het traject tussen Sira en Flekkefjord werd in 1991 gesloten.

## Aansluitingen

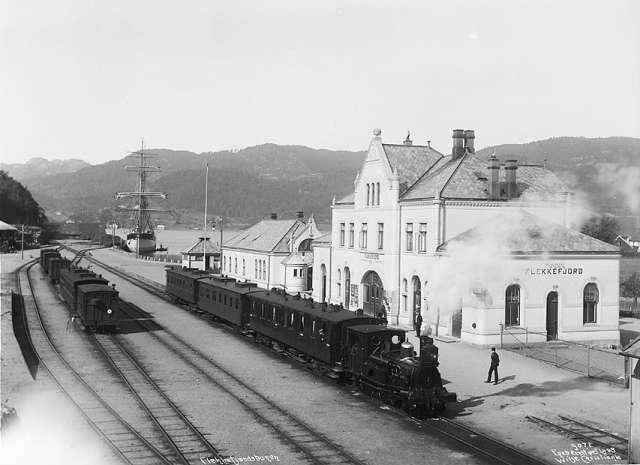
Station Flekkefjord in 1908

In de volgende plaatsen was  een aansluiting van de volgende spoorwegmaatschappijen:

### Egersund
- Jærbanen, spoorlijn tussen Stavanger en Egersund
- Sørlandsbanen, spoorlijn tussen Stavanger en Oslo S

### Sira
- Sørlandsbanen, spoorlijn tussen Stavanger en Oslo S

### Flekkefjord
- gelegen aan de Stolsfjorden

## Elektrische tractie
Het traject tussen Egersund en Sira werd in 1956 geëlektrificeerd met een spanning van 15.000 volt 16 2/3 Hz wisselstroom. Vanaf Sira naar Flekkefjord bleef ongeëlectrificeerd.